# دیسوستوز آکروفرونتوفیشیونازال
دیسوستوز آکروفرونتوفِـیشیونازال (انگلیسی: Acrofrontofacionasal dysostosis) یک بیماری بسیار نادر ژنتیکی است که مشخصه‌اش کم‌توانی ذهنی، قد کوتاه، فاصلهٔ زیادِ چشم‌ها، نوک بینی پهن و سربالا، لب‌شکری، رشد و تکامل اندک و ناقصِ استخوان نازک‌نی، چند انگشتی و انگشت‌چسبی و ناهنجاری‌های ساختار پاهاست.